# Eleccions legislatives portugueses de 2005
Les Eleccions legislatives portugueses de 2005 se celebraren el 20 de febrer i suposaren una victòria per majoria relativa del PS de José Sócrates, qui fou nomenat pel President de la República Primer Ministre de Portugal.

## Antecedents
Amb les eleccions del 2002, José Manuel Durão Barroso, del Partit Socialdemòcrata, va esdevenir Primer Ministre, càrrec que va deixar el 2004 per assumir la presidència de la Comissió Europea, essent substituït per Pedro Santana Lopes. Després de cinc mesos d'inestabilitat, el president Jorge Sampaio va decidir dissoldre el Parlament i convocar noves eleccions. No obstant això, el primer ministre va anunciar la dimissió del govern l'11 de desembre, en una acció sense cap efecte pràctic.

## Resultats

Resultats

Increments i pèrdues d'escons per partit

| ' | ' |

| ' | ' |

| ' | ' |

| ' | ' |

| ' | ' |

| ' | ' |

| ' | ' |

| ' | ' |

| ' | ' |

| ' | ' |

| ' | ' |

| ' | ' |

| ' | ' |

| ' | ' |

| ' | ' |

| ' | ' |

| ' | ' |

| ' | ' |

| ' | ' |

| ' | ' |

| ' | ' |

| ' | ' |

| ' | ' |

| ' | ' |

| ' | ' |

| ' | ' |

| ' | ' |

| ' | ' |